# Zikavirus-Epidemie 2015/2016

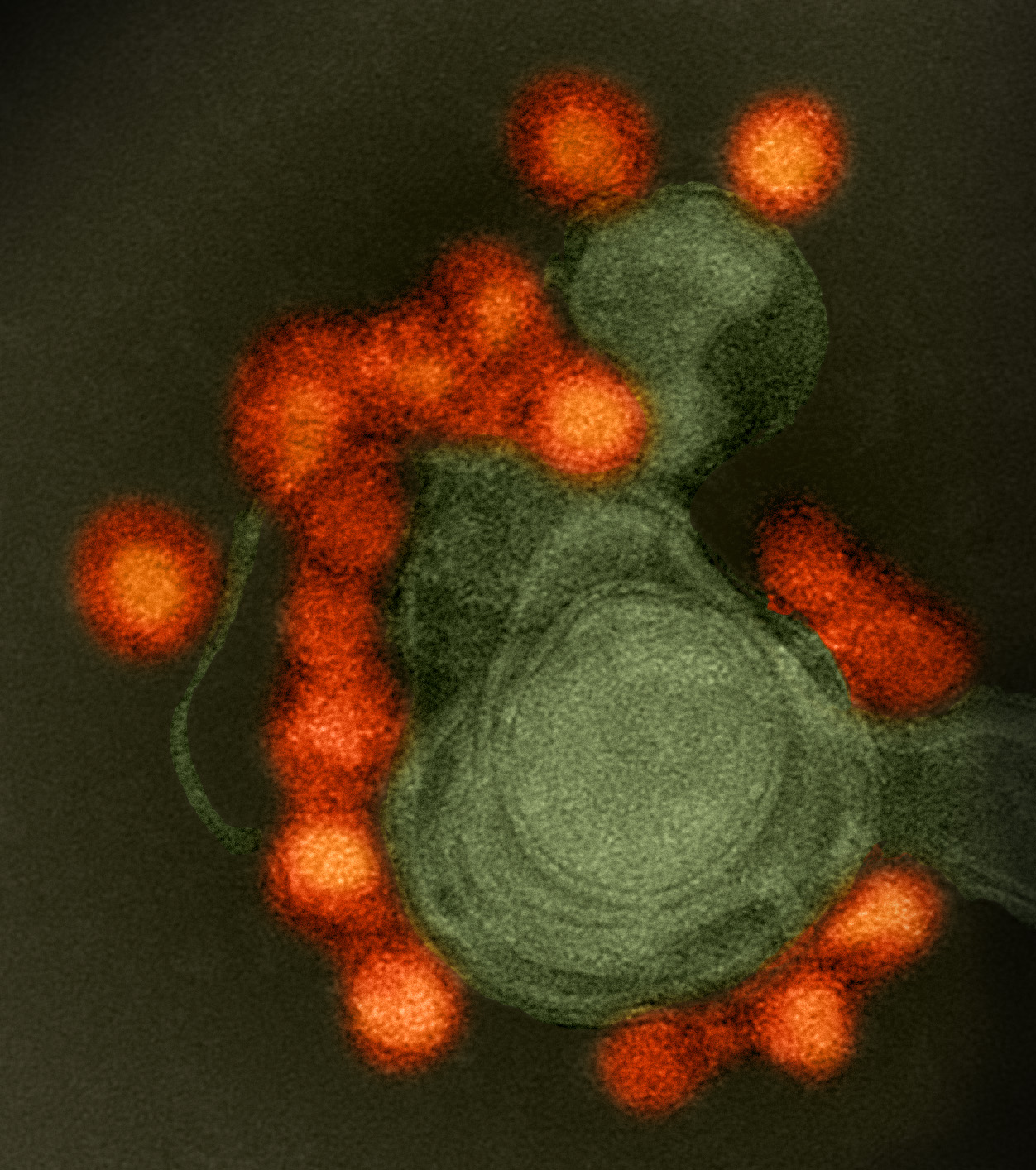
Virionen des Zika-Virus (rot nachgefärbt) an einer umscheideten Nervenzelle (TEM-Aufnahme)

Die Zikavirus-Epidemie 2015/2016 war eine Erkrankungswelle vor allem in Lateinamerika durch das Zika-Virus mit anfangs grippe-artigen Symptomen, als deren Folge jedoch bei Schwangeren erhebliche Schädigungen des Fötus auftraten. Überregionale Aufmerksamkeit erregte das Infektionsgeschehen erstmals Anfang 2015, nachdem in der brasilianischen Großstadt Camaçari (Bundesstaat Bahia) 39 Menschen neben Fieber über eine bis dahin unbekannte Symptomatik mit Hautausschlägen, Juckreiz und Schmerzen am gesamten Körper klagten. Erkrankungen wie Dengue, Chikungunyafieber, Röteln und Masern konnten als Ursache ausgeschlossen werden. An der Universidade Federal da Bahia in Salvador wurde am 29. April 2015 mithilfe der Polymerase-Kettenreaktion aus Blutproben von Patienten das Zika-Virus nachgewiesen.
Nachdem die Infektionen mit dem Zika-Virus („Zika-Fieber“) und die mit dem Virus in Zusammenhang gebrachten Schädigungen von Föten seit Anfang 2015 erstmals und zugleich gehäuft in Lateinamerika beobachtet worden waren, erklärte die Weltgesundheitsorganisation (WHO) am 1. Februar 2016 die Gesundheitliche Notlage internationaler Tragweite. Die Notlage wurde von der WHO am 18. November 2016 für beendet erklärt.

## Ausbreitung

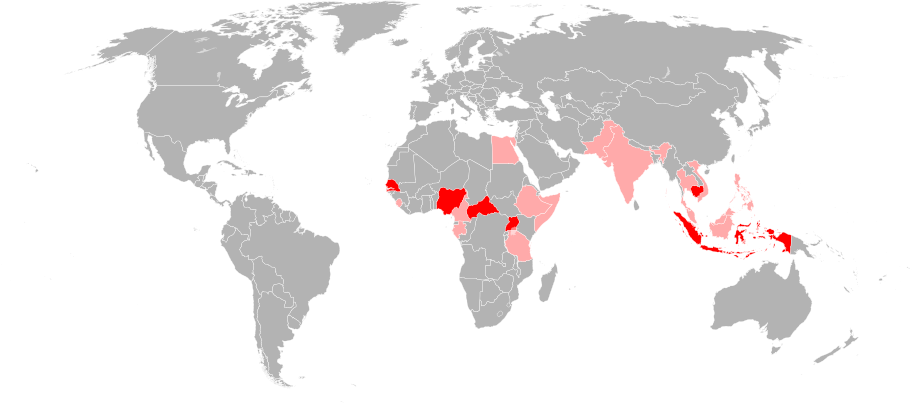
Verbreitung des Zika-Virus im Jahr 2012

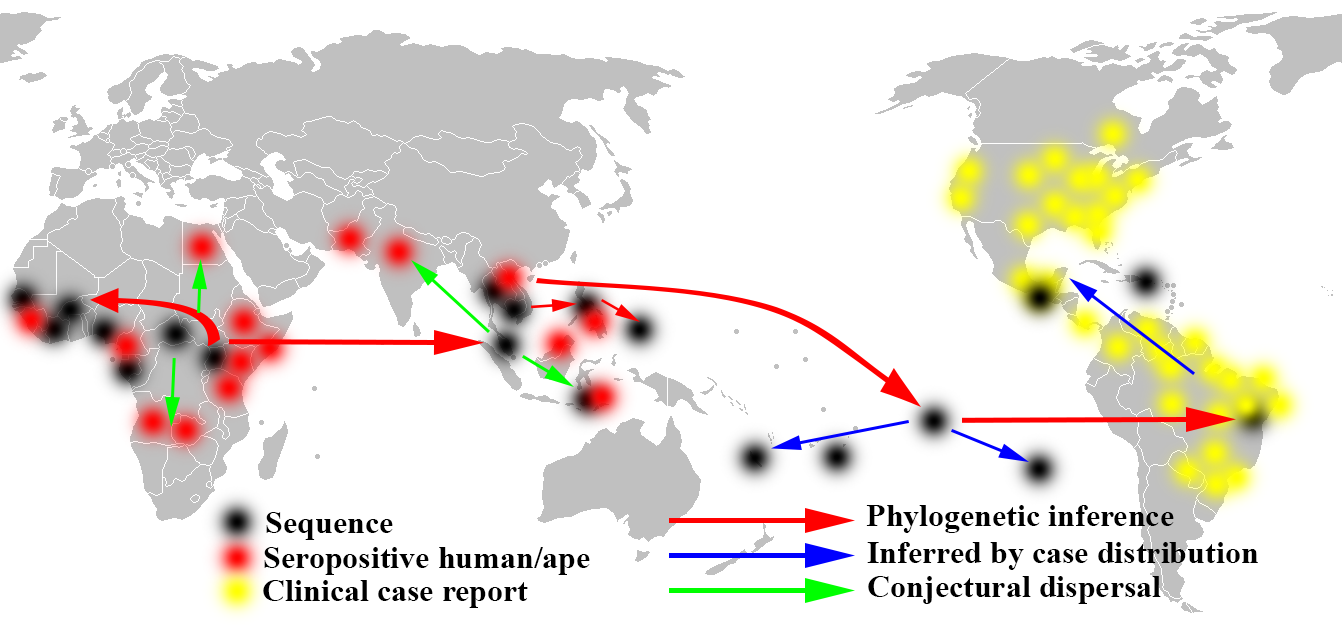
Reihenfolge der Ausbreitung

Länder, in denen Zika-Virus-Infektionen durch Stechmücken-Übertragung in der Vergangenheit aufgetreten sind (Stand: Januar 2016).

Bekannt ist das Zika-Virus seit dem Jahr 1947 aus Afrika. Damals wurde es aus einem Rhesusaffen isoliert, der zum Auffinden von Gelbfieber-Viren in einer Forschungsstation im Zika Forest von Entebbe, Uganda, gehalten worden war; später wurde das Virus nach diesem Wald benannt.
Erstmals im Menschen nachgewiesen wurde das Zika-Virus im Jahr 1952 in Uganda und Tansania. In den folgenden Jahrzehnten breitete sich das Virus in Afrika und Asien weiträumig aus. Bis 2007 waren jedoch weniger als 15 Infektionen beim Menschen bekannt, die alle in Afrika oder Südostasien nachgewiesen wurden.

### Ozeanien
Die ersten Infektionen von Menschen durch Zika-Viren außerhalb Afrikas und Asiens wurden im Jahr 2007 aus Ozeanien bekannt, und zwar auf den Yap-Inseln Mikronesiens. Eine 2009 durchgeführte Analyse von Antikörpern der Bewohner von Yap ergab, dass 73 Prozent der Bevölkerung infiziert worden waren, ohne dass es jedoch zu Krankenhausaufenthalten gekommen war. Daraufhin wurde das Zika-Virus als sogenanntes Emergent Virus eingestuft, das heißt als Krankheitserreger, der sich möglicherweise noch weiter über die Welt ausbreiten könne.
2013/14 kam es zu einem Ausbruch in Französisch-Polynesien, in dessen Verlauf 30.000 Personen – 10 Prozent der Einwohner – infiziert wurden; vermutlich durch Reisende wurden die Viren danach auch auf die Cookinseln, nach Neukaledonien und Vanuatu verschleppt. Zwischen Januar und Mai 2014 wurden Infektionen auf der Osterinsel gemeldet, deren auslösende Zika-Viren vermutlich aus Französisch-Polynesien stammten.

### Lateinamerika

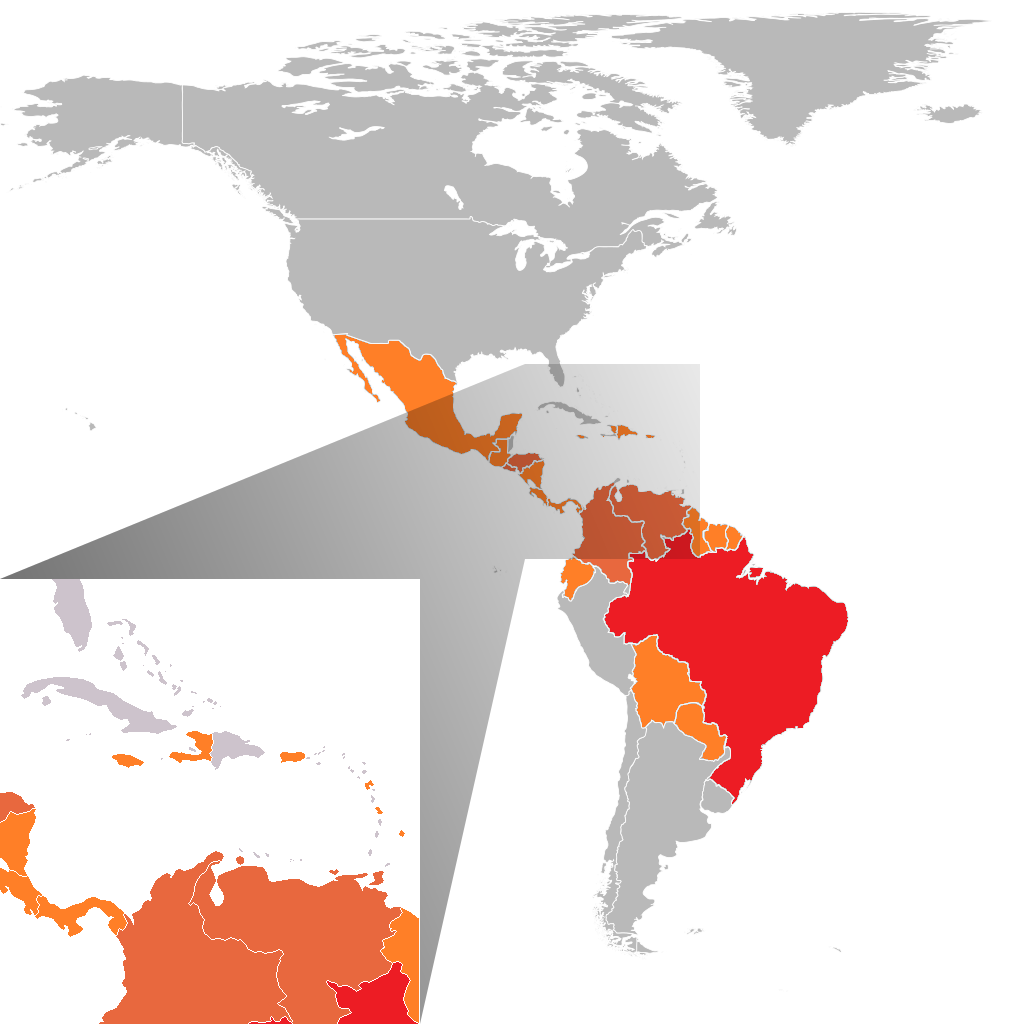
Länder in Südamerika mit Zika-Virus-Infektionen (Stand: Februar 2016).

Als Ursache für das erstmalige Auftreten des Virus auf dem südamerikanischen Kontinent Anfang 2015 vermutete der Leiter des Instituto de Ciências da Saúde der Universidade Federal da Bahia (UFBA), Gúbio Soares, die intensive Reisetätigkeit während der Fußballweltmeisterschaft 2014 in das brasilianische Salvador da Bahia; Soares war gemeinsam mit einem Kollegen der erste Nachweis des Virus im Blut von Erkrankten gelungen. Bis Ende April 2015 waren dann auch in Salvador bereits bis zu 500 erkrankte Personen gemeldet. Die größte Ähnlichkeit wiesen die in Südamerika aufgetretenen Virusstämme zu polynesischen Stämmen auf, mit 99,7 Prozent Identität der RNA-Sequenz und 99,9 Prozent Identität der Aminosäuresequenzen. Im Juni 2015 wurde unter Erkrankten Salvadors das Zika-Virus mit dem Guillain-Barré-Syndrom in Verbindung gebracht.
Im weiteren Verlauf des Jahres 2015 wurden aus immer mehr mittel- und südamerikanischen sowie karibischen Ländern und Territorien Erkrankungen gemeldet, Ende Januar 2016 war deren Anzahl auf insgesamt 23 gestiegen. Die Organización Panamericana de la Salud, eine regionale Organisation der Weltgesundheitsorganisation, erklärte am 25. Januar 2016, dass ein Auftreten des Zika-Virus im gesamten regionalen Verbreitungsgebiet der Aedes-Stechmücken zu erwarten sei – das beträfe den gesamten amerikanischen Doppelkontinent mit Ausnahme von Kanada und Chile. Rekordwärme, die vor dem Hintergrund eines besonders starken El-Niño-Ereignisses und der globalen Erwärmung in der zweiten Jahreshälfte 2015 im nördlichen und östlichen Südamerika auftrat, begünstigte die Ausbreitung der Krankheit. Bei höheren Temperaturen vergrößert sich das Verbreitungsgebiet der Aedes-Mücken, die die Krankheit übertragen, weibliche Mücken stechen häufiger, und die Entwicklungszeit der Krankheitserreger verkürzt sich. Bis Januar 2016 wurden beispielsweise in Kolumbien mehr als 13.500 Erkrankungen registriert.
Von Oktober 2015 bis Mitte Januar 2016 wurde in Brasilien eine deutliche Zunahme der Fälle von Mikrozephalie registriert, was auf Zika-Infektionen der Mütter zurückgeführt wurde; rund 3900 Verdachtsfälle von Mikrozephalie sollen in dieser Zeitspanne dem brasilianischen Gesundheitsministerium gemeldet worden sein (zum Vergleich: zuvor rund 200 Fälle pro Jahr). Laut dem Virologen Jan Felix Drexler stammten 95 % der gemeldeten Mikrozephalie-Fälle aus dem Nordosten Brasiliens, obwohl es auch in anderen Regionen vergleichbare Zika-Infektionsraten gegeben hat. Die Gründe für diese Häufung blieben unklar. Obwohl kein Zusammenhang zwischen der Häufung von Mikrozephalie und Zika-Infektionen zu erkennen war, empfahlen Ende Januar 2016 die Gesundheitsbehörden von Kolumbien, Ecuador, El Salvador und Jamaika, Schwangerschaften in den nächsten Monaten zu vermeiden. Lokalen Medienberichten zufolge erhöhte sich in Brasilien die Anzahl der Abtreibungen.
In einem am 27. Januar 2016 in der medizinischen Fachzeitschrift The Journal of the American Medical Association (JAMA) erschienenen Artikel warfen die Autoren, zwei angesehene US-amerikanische Epidemiologen und Virologen, der Weltgesundheitsorganisation zu große Passivität vor und warnten vor einer Zika-Virus-Pandemie. Es drohe eine weltweite Ausbreitung zumindest auf die tropischen Länder. Es müsse deswegen von der WHO erwogen werden, einen „öffentlichen Gesundheitsnotstand internationalen Ausmaßes“ (Public Health Emergency of International Concern, PHEIC) auszurufen. Tags darauf kündigte die Weltgesundheitsorganisation an, umgehend ein internationales Notfallkomitee (International Health Regulations Emergency Committee) für die Zika-Epidemie einzuberufen. Zugleich wurde bekannt, dass die WHO drei bis vier Millionen Erkrankungen vorhersagte. Aufgrund der Beratungen des Notfallkomitees erklärte die WHO am 1. Februar 2016 den „Öffentlichen Gesundheitsnotstand internationalen Ausmaßes“. Dies hatte zur Folge, dass die WHO Hilfsmaßnahmen für die betroffenen Regionen sowie Forschungsprojekte koordinieren und finanzielle Zuwendungen verstärkt einwerben und verteilen konnte. Insbesondere der damals nur vermutete, aber noch nicht streng wissenschaftlich bewiesene Zusammenhang zwischen dem erhöhten Auftreten von Mikrozephalie bei Neugeborenen und der Zika-Virus-Infektion sollte genauer untersucht werden. Auch der mögliche Zusammenhang zwischen Zika-Virus-Infektion und neurologischen Erkrankungen wie dem Guillain-Barré-Syndrom sollte geklärt werden.
Im Mai 2016 forderten 151 Wissenschaftler aus aller Welt in einem Schreiben an die Weltgesundheitsorganisation eine zeitliche oder räumliche Verlegung der Olympischen Sommerspiele 2016, die im August 2016 in Rio de Janeiro stattfinden sollten. Nach Brasilien anreisende Touristen könnten zu einer weltweiten Ausbreitung des Zika-Virus beitragen. Laut der WHO bestand allerdings keine Gefahr einer Pandemie: Das Zika-Virus breite sich durch die Olympischen Spiele nicht schneller aus, weil im August auf der Südhalbkugel Winter herrsche. Allerdings wies die WHO ausdrücklich darauf hin, dass Schwangere das Gebiet um Rio de Janeiro meiden sollten. Auch solle man lange, helle Kleidung tragen, Mückenschutzmittel verwenden und beim Sexualverkehr Kondome benutzen.

### Andere Gebiete (Auswahl)

#### Karibik
Im Dezember 2015 wurden beispielsweise Infektionen aus der Karibik (Puerto Rico, Haiti) gemeldet. über die erste Virusinfektion auf den Amerikanischen Jungferninseln berichtete die Weltgesundheitsorganisation am 29. Januar 2016.

#### Spanien
Im Juli 2016 wurde ein Neugeborenes mit mutmaßlich Zikavirus-assoziierter Mikrozephalie in Spanien registriert. Die Mutter hatte sich auf einer Reise durch Lateinamerika infiziert und sich nicht zu einem Schwangerschaftsabbruch entschlossen. Dies war zwar nicht der erste Fall einer möglichen Zikavirus-bedingten Mikrozephalie in Europa, jedoch die erste Geburt eines geschädigten Kindes.

#### USA
Ebenfalls im Juli 2016 wurden vier Fälle einer Zikavirus-Infektion in den Counties Miami-Dade und Broward in Süd-Florida diagnostiziert. Alle vier Fälle waren keine importierten Reiseinfektionen, so dass es möglich schien, dass das Zikavirus durch einheimische Stechmückenpopulationen übertragen worden war. Die US-Gesundheitsbehörden CDC beurteilten es als „wahrscheinlich“, dass das Virus in den genannten vier Fällen einige Wochen zuvor in Miami durch Aedes aegypti-Stechmücken übertragen worden war. Im November 2016 wurde eine lokale Übertragung aus Cameron County, Texas, bekannt.
Am 1. August 2016 sprachen die CDC eine ungewöhnliche Reisewarnung aus: Sie rieten Schwangeren und ihren Partnern davon ab, Wynwood, eine kleine Gemeinde nördlich von Miami zu besuchen. Ihre Reisewarnungen für Schwangere in Bezug auf Risikogebiete wurden von der CDC aufrechterhalten, nachdem die WHO im November 2016 die Phase des „Gesundheitsnotstands“ für beendet erklärt hatte.

#### Singapur
Ende August 2016 wurde aus Singapur ein Ausbruch mit mehreren Dutzend lokalen Übertragungen berichtet.

#### Deutschland
Seit Mai 2016 besteht in Deutschland eine amtliche Meldepflicht für das Zika-Virus. Laut Robert-Koch-Institut (RKI) wurden 2016 insgesamt 222 Zikavirus-Infektionen erfasst. 2017 wurden dem RKI 68 Fälle übermittelt, 2018 18 Fälle und in den folgenden Jahren ebenfalls nur noch vereinzelte Erkrankungen. Das RKI merkt auf seiner Website jedoch an (Stand: Juni 2022): „Da Zikavirus-Infektionen häufig symptomlos bleiben oder nur mit milden Symptomen einhergehen, ist jedoch auch nach Einführung der Meldepflicht von einer starken Untererfassung aller Zikavirus-Infektionen unter Reiserückkehrern auszugehen.“

## Schutz
Es existieren bislang weder eine Impfung noch Medikamente, mit denen sich Zikavirus-Infektionen gezielt behandeln lassen. Die Krankheit wird daher ausschließlich symptomatisch behandelt. Reisende sollten sich laut Robert-Koch-Institut rund um die Uhr vor Mückenstichen schützen, zum Beispiel durch Insektenschutzmittel auf Haut und/oder Kleidung und Bettnetze. Dies gilt besonders im Freien, sowie in Räumen, die nicht klimatisiert oder nicht durch Netze geschützt sind. Schwangeren wird empfohlen, von vermeidbaren Reisen in Zika-Gebiete abzusehen; Frauen und ihren Partnern, die eine Schwangerschaft planen, wird empfohlen, sich vor einer möglichen Reise in ein Zika-Gebiet reisemedizinisch zur Situation vor Ort beraten zu lassen und nach Rückkehr aus einem Zika-Gebiet mindestens zwei Monate auf Sex verzichten, der zu einer Schwangerschaft führen kann.
Es ist bislang nicht bekannt, ob eine einmal durchgemachte Infektion zumindest zu einer zeitlich begrenzten Immunität führt.

## Belege
1. ↑  Doença misteriosa atinge moradores do município de Camaçari (BA). In: noticias.r7.com. Abgerufen am 4. Juni 2022.
2. ↑  Doença sem diagnóstico assusta moradores de Camaçari: 'angustiante'. In: globo.com. Bahia, abgerufen am 4. Juni 2022 (brasilianisches Portugiesisch).
3. 1 2 3  WHO statement on the first meeting of the International Health Regulations (2005) (IHR 2005) Emergency Committee on Zika virus and observed increase in neurological disorders and neonatal malformations. 1. Februar 2016, abgerufen am 4. Juni 2022 (englisch).
4. ↑  WHO ends Zika designation as international public health emergency. Auf: sciencemag.org vom 18. November 2016.
5. ↑  G. W. A. Dick, S. F. Kitchen, A. J. Haddow: Zika virus. I. Isolations and serological specificity. In: Transactions of the Royal Society of Tropical Medicine & Hygiene. Band 46, Nr. 5, 1952, S. 509–520, doi:10.1016/0035-9203(52)90042-4.
6. ↑  D. I. H. Simpson: Zika virus infection in man. In: Transactions of the Royal Society of Tropical Medicine & Hygiene. Band 58, Nr. 4, 1964, S. 335–338; doi:10.1016/0035-9203(64)90201-9.
7. ↑  K. C. Smithburn: Neutralizing antibodies against certain recently isolated viruses in the sera of human beings residing in East Africa. In: Journal of Immunology. Band 69, Nr. 2, 1952, S. 223–234, Zusammenfassung.
8. ↑  Alfonso J. Rodriguez-Morales: Zika: the new arbovirus threat for Latin America. In: Journal of Infection in Developing Countries. Band 9, Nr. 6, 2015, S. 684–685; PMID 26142684, doi:10.3855/jidc.7230.
9. ↑  Andrew D. Haddow, Amy J. Schuh, Chadwick Y. Yasuda et al.: Genetic Characterization of Zika Virus Strains: Geographic Expansion of the Asian Lineage. In: PLoS Neglected Tropical Diseases. Band 6, Nr. 2, Februar 2012, Artikel e1477; doi:10.1371/journal.pntd.0001477.
10. ↑  Oumar Faye et al.: Molecular Evolution of Zika Virus during Its Emergence in the 20th Century. In: PLoS Neglected Tropical Diseases. Band 8, Nr. 1, 2012, e2636; doi:10.1371/journal.pntd.0002636.
11. 1 2 3  Martin Enserink: An obscure mosquito-borne disease goes global. In: Science. Band 350, Nr. 6264, 2015, S. 1012–1013; doi:10.1126/science.350.6264.1012.
12. ↑  Mark R. Duffy et al.: Zika virus outbreak on Yap Island, Federated States of Micronesia. In: The New England Journal of Medicine. Band 360, Nr. 24, 2009, S. 2536–2543; doi:10.1056/NEJMoa0805715, PMID 19516034.
13. ↑  Edward B. Hayes: Zika virus outside Africa. In: Emerging Infectious Diseases. Band 15, Nr. 9, 2009, S. 1347–1350; PMID 19788800; Volltext.
14. ↑  J. Tognarelli, S. Ulloa, E. Villagra u. a.: A report on the outbreak of Zika virus on Easter Island, South Pacific, 2014. In: Archives of Virology. Band 161, 2016, S. 665–668, doi:10.1007/s00705-015-2695-5, PMID 26611910.
15. ↑  Pesquisadores baianos desvendam doença misteriosa que atinge a Bahia. (Memento vom 1. Mai 2015 im Internet Archive). Im Original publiziert auf aratuonline.com.br vom 29. April 2015.
16. ↑  Identificado vírus causador de doença misteriosa em Salvador e RMS. In: globo.com. Bahia, 29. April 2015, abgerufen am 4. Juni 2022 (brasilianisches Portugiesisch).
17. ↑  Vírus Zika: identificado causador de doença na BA Enfermidade também é transmitida pelo mosquito da dengue e já acometeu mais de 500 pessoas em Salvador. (Memento vom 2. Mai 2015 im Internet Archive). Im Original publiziert auf band.uol.com.br vom 29. April 2015.
18. ↑  Antoine Enfissi et al.: Zika virus genome from the Americas. In: The Lancet. Band 387, Nr. 10015, 2016, S. 227–228, doi:10.1016/S0140-6736(16)00003-9, PMID 26775124.
19. ↑  Médica explica a Síndrome Guillain Barré; pacientes tiveram manchas. (portugiesisch) Brasilianisches Gesundheitsministerium bringt Zika mit Guillain-Barré-Syndrom in Verbindung. Auf: g1.globo.com vom 19. Juni 2015; zuletzt abgerufen am 5. Juni 2022.
20. ↑  WHO: WHO to convene an International Health Regulations Emergency Committee on Zika virus and observed increase in neurological disorders and neonatal malformations. Auf: who.int vom 28. Januar 2016.
21. ↑  PAHO Statement on Zika Virus Transmission and Prevention. Auf: paho.org vom 24. Januar 2015, zuletzt abgerufen am 5. Juni 2022.
22. 1 2  Zika virus: Outbreak ‘likely to spread across Americas’ says WHO. Auf: bbc.com vom 25. Januar 2016.
23. ↑  Shlomit Pazemail, Jan C Semenza: El Niño and climate change—contributing factors in the dispersal of Zika virus in the Americas? In: The Lancet. Band 387, Nr. 10020, 20. Februar 2016, S. 745, doi:10.1016/S0140-6736(16)00256-7.
24. ↑  Cyril Caminade: Global risk model for vector-borne transmission of Zika virus reveals the role of El Niño 2015. In: PNAS. Band 114, Nr. 1, 3. Januar 2017, doi:10.1073/pnas.1614303114.
25. ↑  Brazil Zika outbreak: More babies born with birth defects. BBC, 21. Januar 2016.
26. ↑  Zika-Epidemie stellt Forscher vor Rätsel. (Memento vom 23. Januar 2016 im Internet Archive). Im Original publiziert auf faz.net vom 22. Januar 2016.
27. ↑  Lea Wolz: Zika – einst globale Gefahr, heute vergessen? In: Spiegel Online. 18. September 2019, abgerufen am 5. Juni 2022.
28. ↑  WHO: Globaler Gesundheitsnotstand wegen Zika. (Memento vom 2. Februar 2016 im Internet Archive). Im Original publiziert auf sueddeutsche.de vom 1. Februar 2016.
29. ↑  Daniel R. Lucey, Lawrence O. Gostin: The Emerging Zika Pandemic: Enhancing Preparedness. In: Journal of the American Medical Association (JAMA), 27. Januar 2016, doi:10.1001/jama.2016.0904; Volltext
30. ↑  WHO to convene an International Health Regulations Emergency Committee on Zika virus and observed increase in neurological disorders and neonatal malformations. Auf: who.int vom 28. Januar 2016.
31. ↑  WHO warnt vor „explosionsartiger“ Verbreitung des Zika-Virus. Auf: sueddeutsche.de vom 28. Januar 2016.
32. ↑  Mysteriöse Erkrankung: WHO ruft wegen Zika-Virus Gesundheitsnotstand aus. In: Spiegel Online. Abgerufen am 4. Juni 2022.
33. ↑  Zika Virus a Global Health Emergency, W.H.O. Says. (Memento vom 4. Februar 2016 im Internet Archive). Im Original publiziert auf nytimes.com vom 1. Februar 2016.
34. ↑  Zika-Virus: Wissenschaftler fordern Verlegung von Olympischen Spielen in Rio. In: Spiegel Online. 28. Mai 2016, abgerufen am 5. Juni 2022.
35. ↑  Zika-Virus: 150 Forscher raten zu Verschiebung von Olympia. In: diepresse.com. 28. Mai 2016, abgerufen am 5. Juni 2022.
36. ↑  Zikavirus – Weitere Ausbreitung und fraglicher Zusammenhang mit Hirn-Fehlbildungen bei Neugeborenen. In: Robert Koch-Institut (Hrsg.): Epidemiologisches Bulletin. Nr. 2, 2016, S. 16–19, doi:10.17886/EpiBull-2016-004.2 (rki.de [PDF; 2,6 MB; abgerufen am 5. Juni 2022]).
37. ↑  Zika virus infection – United States of America – United States Virgin Islands. who.int, 29. Januar 2016.
38. ↑  Zika: Erstes Baby mit Schädelfehlbildung in Europa geboren. Ärzteblatt, 25. Januar 2016, abgerufen am 5. Juni 2022.
39. ↑  Florida investigates four mysterious Zika infections. BBC News, 27. Januar 2016, abgerufen am 5. Juni 2022 (englisch).
40. ↑  Florida investigation links four recent Zika cases to local mosquito-borne virus transmission. CDC, 29. Juli 2016, abgerufen am 5. Juni 2022 (englisch).
41. ↑  Texas sees first locally transmitted case of the Zika virus. Auf: texastribune.org vom 28. November 2016.
42. ↑  CDC issues a travel advisory to Florida, which has 10 new cases of Zika. In: Washington Post. Abgerufen am 5. Juni 2022.
43. ↑  Advice for people living in or traveling to Wynwood, a neighborhood in Florida. (Memento vom 1. August 2016 im Internet Archive). Im Original publiziert auf cdc.gov vom 1. August 2016.
44. ↑  Zika Is No Longer a Global Emergency, W.H.O. Says. (Memento vom 17. Januar 2017 im Internet Archive). Im Original publiziert auf nytimes.com vom 18. November 2016.
45. ↑  Localised Community Spread Of Zika Virus Infection With More Cases Confirmed. (Memento vom 3. Dezember 2018 im Internet Archive). Im Original publiziert vom Singapur Ministry of Health, 29. August 2016.
46. ↑  RKI: Antworten auf häufig gestellte Fragen (FAQ): Zikavirus-Infektionen. Auf: rki.de, Stand: 24. Oktober 2019, zuletzt abgerufen am 2. Juni 2022.
47. ↑  Robert Koch-Institut: Zikavirus-Infektionen. Antworten auf häufig gestellte Fragen. Auf: rki.de, Stand: 24. Oktober 2019, zuletzt abgerufen am 5. Juni 2022.
48. ↑  Fears that Zika causes brain damage in infants sparks vaccine hunt. Auf: sciencemag.org vom 2. Februar 2016.